# فرودگاه محلی فلورنس
فرودگاه محلی فلورنس (به انگلیسی: Florence Regional Airport) یک فرودگاه همگانی بهره‌برداری هوایی با کد یاتا FLO است که یک باند فرود آسفالت دارد و طول باند آن ۱۸۲۸ متر است. این فرودگاه در کشور ایالات متحده آمریکا قرار دارد و در ارتفاع ۴۵ متری از سطح دریا واقع شده است.

## شرکت‌های هواپیمایی و مقصدهای پروازی
| شرکت‌های هواپیمایی | مقصدهای پروازی |
| ----------------- | -------------- |
| امریکن ایگل       | شارلوت داگلاس  |

### Destination Statistics
| Rank | City          | Passengers |
| ---- | ------------- | ---------- |
| 1    | شارلوت داگلاس | 44,000     |